# Gueudecourt
Gueudecourt est une commune française située dans le département de la Somme, en région Hauts-de-France.

## Géographie

### Localisation

#### Communes limitrophes
|                   | Ligny-Thilloy (Pas-de-Calais) | Beaulencourt (Pas-de-Calais) |
| Flers             | Gueudecourt                   |                              |
| Mesnil-Martinsart | Ginchy                        | Lesbœufs                     |

Gueudecourt est située dans la plaine, à la limite nord-est du département de la Somme, dans une sinuosité de la frontière avec le département du Pas-de-Calais, juste au sud de Bapaume, entre Le Sars (à l'ouest) et Le Transloy (à l'est).

### Nature du sol et du sous-sol
Le sol de la commune est pour les 14/15e argileux et argilo-calcaire. le 1/15e restant est composé de calcaire d'argile et de cailloux.

### Relief, paysage, végétation
Le relief de la commune est celui d'une plaine ondulée. Le point culminant est à 121 m d'altitude.

### Hydrographie
La commune est située dans le bassin Artois-Picardie. Elle n'est drainée par aucun cours d'eau.

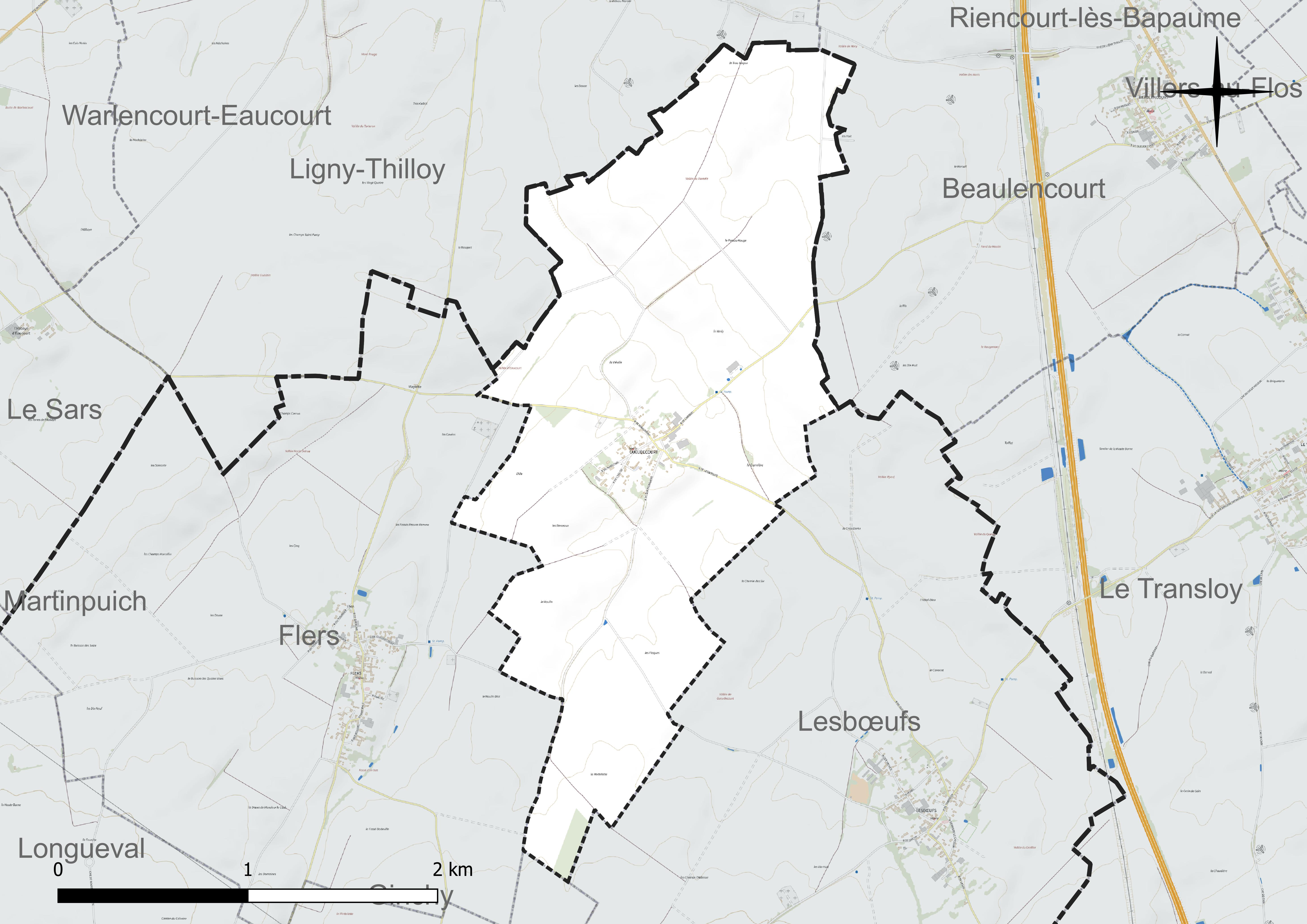
Réseau hydrographique de Gueudecourt.

### Climat
Pour des articles plus généraux, voir Climat des Hauts-de-France et Climat de la Somme.
En 2010, le climat de la commune est de type climat océanique dégradé des plaines du Centre et du Nord, selon une étude du CNRS s'appuyant sur une série de données couvrant la période 1971-2000. En 2020, Météo-France publie une typologie des climats de la France métropolitaine dans laquelle la commune est exposée à un climat océanique et est dans la région climatique Nord-est du bassin Parisien, caractérisée par un ensoleillement médiocre, une pluviométrie moyenne régulièrement répartie au cours de l'année et un hiver froid (3 °C).
Pour la période 1971-2000, la température annuelle moyenne est de 10,1 °C, avec une amplitude thermique annuelle de 14,3 °C. Le cumul annuel moyen de précipitations est de 757 mm, avec 11,8 jours de précipitations en janvier et 9,2 jours en juillet. Pour la période 1991-2020, la température moyenne annuelle observée sur la station météorologique la plus proche, située sur la commune de Méaulte à 16 km à vol d'oiseau, est de 10,7 °C et le cumul annuel moyen de précipitations est de 730,3 mm,. Pour l'avenir, les paramètres climatiques de la commune estimés pour 2050 selon différents scénarios d'émission de gaz à effet de serre sont consultables sur un site dédié publié par Météo-France en novembre 2022.

## Urbanisme

### Typologie
Au 1er janvier 2024, Gueudecourt est catégorisée commune rurale à habitat dispersé, selon la nouvelle grille communale de densité à sept niveaux définie par l'Insee en 2022.
Elle est située hors unité urbaine. Par ailleurs la commune fait partie de l'aire d'attraction de Bapaume, dont elle est une commune de la couronne,. Cette aire, qui regroupe 21 communes, est catégorisée dans les aires de moins de 50 000 habitants,.

### Occupation des sols
L'occupation des sols de la commune, telle qu'elle ressort de la base de données européenne d'occupation biophysique des sols Corine Land Cover (CLC), est marquée par l'importance des territoires agricoles (100 % en 2018), une proportion identique à celle de 1990 (100 %). La répartition détaillée en 2018 est la suivante : 
terres arables (100 %). L'évolution de l'occupation des sols de la commune et de ses infrastructures peut être observée sur les différentes représentations cartographiques du territoire : la carte de Cassini (XVIIIe siècle), la carte d'état-major (1820-1866) et les cartes ou photos aériennes de l'IGN pour la période actuelle (1950 à aujourd'hui).

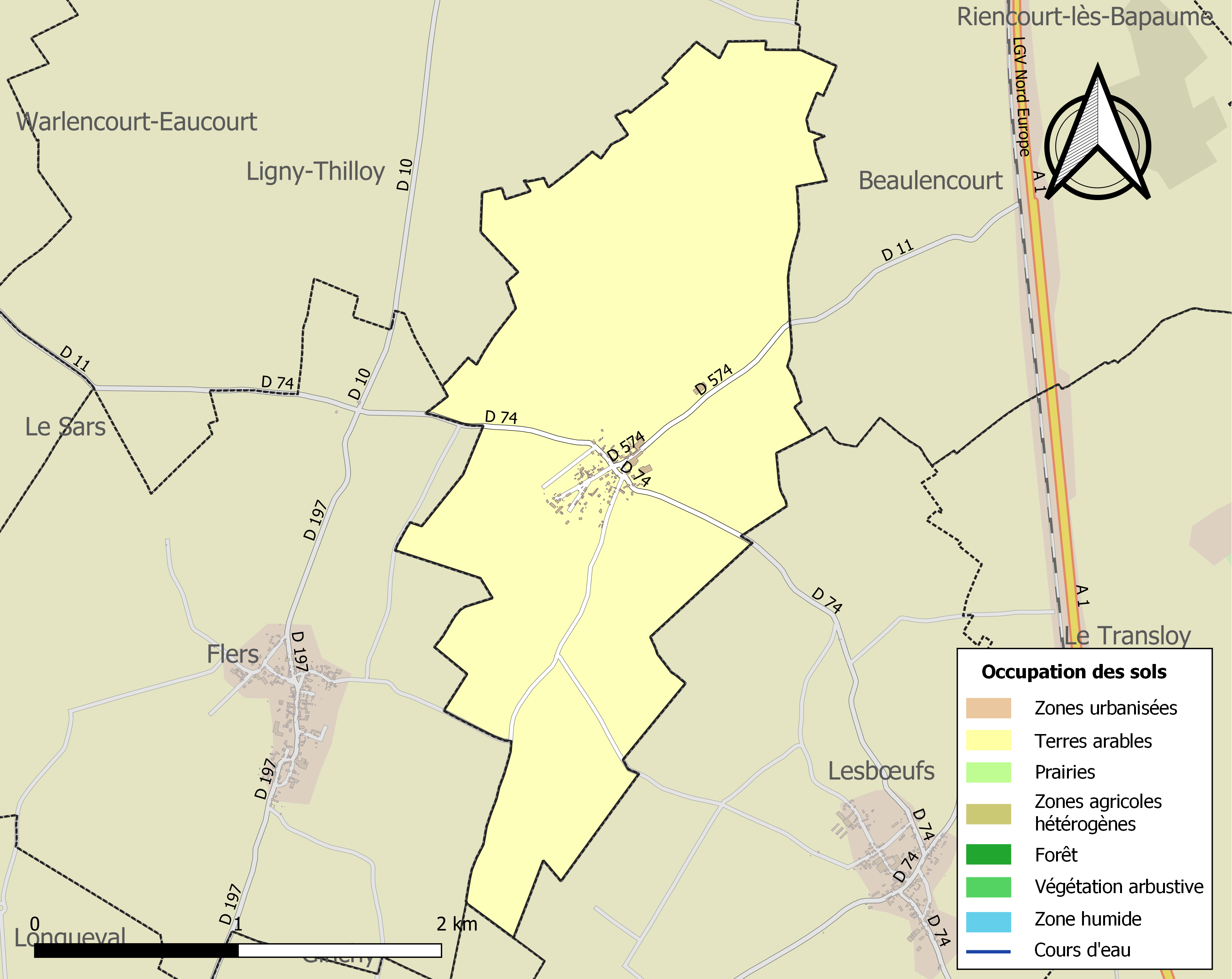
Carte des infrastructures et de l'occupation des sols de la commune en 2018 (CLC).

### Habitat
Entièrement détruit pendant la Grande Guerre, le village de Gueudecourt a été reconstruit dans l'entre-deux-guerres. Les constructions de brique dominent dans le village. Une originalité est à noter, le campanile et sa cloche.
Comme dans de nombreuses communes de ce secteur du département de la Somme, l'habitat est groupé au centre. Il n'y a ni hameau, ni ferme isolée dans la commune.

### Voies de communication et transports
La localité est desservie par les autocars du réseau inter-urbain Trans'80, Hauts-de-France (ligne no 54, Lesbœufs - Péronne).

## Toponymie

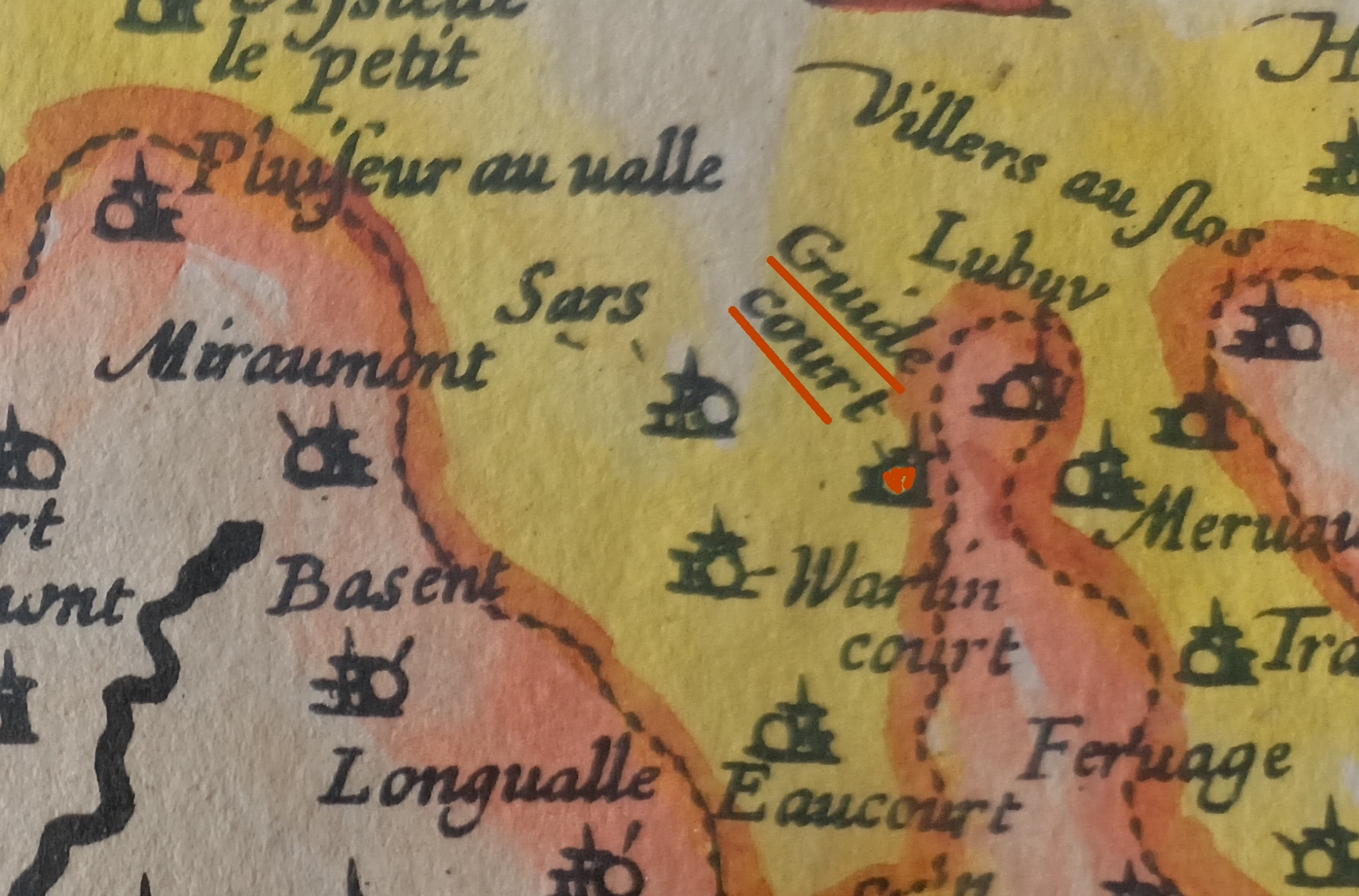
Sur une carte de la Picardie de 1620, Gueudecourt se nommait Guidecourt.

Le nom de la localité est attesté sous les formes Geldecort en 1152 ; Geldecurt en 1177 ; Geudencourt — Geudincort — Geudincourt en 1184 ; Geudecort en 1195 ; Gadencourt en 1242 ; Gheudecourt en 1374 ; Guoeudecourt en 1372 ; Gueudecourt en 1383 ; Guidecourt en 1579 ; Geudecourt en 1753 ; Gœudecourt en 1757 ; Guedecourt en 1786 ; Gudecourt en ….
Ces noms de localités se terminant par -court sont le plus souvent des hameaux ou de petits villages. Ferdinand Lot a montré que les noms terminés en court était des noms formés par des gens parlant une langue romane. Le préfixe était souvent - mais pas toujours - le nom d'une personne germanique. Court est dérivé du latin vulgaire curtis signifiant, cour de ferme, ferme puis village. La formation des toponymes de ce type remonte au haut Moyen Âge et cesse au Xe siècle.
Le toponyme « Gueudecourt » serait lié à l'apport germanique du VIe siècle,.
Le premier élément Gueude- s'expliquerait par un nom de personne germanique.

## Histoire

### Moyen Âge
- L'ancienne seigneurie de Gueudecourt dépendait des états d'Artois et de Lille[1].
- En 1316, Nicolas de Gueudecourt était maïeur de Péronne[1].

### Époque moderne
- Sous l'Ancien Régime, un dîmeur résidait  dans le village[1].

### Époque contemporaine
- Le 3 janvier 1871, des batteries allemandes tirèrent, depuis Gueudecourt,  sur les soldats français situés aux environs de Bapaume[1].

#### Première Guerre mondiale
Le village a été particulièrement éprouvé lors de la Première Guerre mondiale. En 1916, au cours de la Bataille de la Somme, le Régiment de Terre-Neuve durement éprouvé à Beaumont-Hamel le 1er juillet, fut envoyé à Ypres puis revint sur le front de la Somme. Le régiment est affecté à Gueudecourt le 10 octobre 1916.
Le 12 octobre, les Terre-Neuviens s'emparèrent de la première ligne allemande, la tranchée « Hilt ». Malgré le repli de l'Essex Regiment, les Terre-Neuviens parviennent à tenir leur position sous le feu ennemi au prix de lourdes pertes : 120 tués et plus de 100 blessés.
Complètement rasé entre 1916 et 1918, le village de Gueudecourt a été reconstruit pendant l'entre-deux-guerres. Trois routes mènent au village : sur chacune est situé un cimetière militaire.

## Politique et administration
| Période                                  | Période                    | Identité      | Étiquette | Qualité                        |
| ---------------------------------------- | -------------------------- | ------------- | --------- | ------------------------------ |
| Les données manquantes sont à compléter. |                            |               |           |                                |
| 1983                                     | 2008                       | Suzanne Guise |           | Agricultrice                   |
| mars 2008                                | En cours (au 1er mai 2020) | Damien Guise  |           | Réélu pour le mandat 2020-2026 |

## Population et société

### Démographie
L'évolution du nombre d'habitants est connue à travers les recensements de la population effectués dans la commune depuis 1793. Pour les communes de moins de 10 000 habitants, une enquête de recensement portant sur toute la population est réalisée tous les cinq ans, les populations de référence des années intermédiaires étant quant à elles estimées par interpolation ou extrapolation. Pour la commune, le premier recensement exhaustif entrant dans le cadre du nouveau dispositif a été réalisé en 2008.

En 2022, la commune comptait 96 habitants, en évolution de +2,13 % par rapport à 2016 (Somme : −1,26 %, France hors Mayotte : +2,11 %).
| 1793 | 1800 | 1806 | 1821 | 1831 | 1836 | 1841 | 1846 | 1851 |
| ---- | ---- | ---- | ---- | ---- | ---- | ---- | ---- | ---- |
| 362  | 310  | 310  | 341  | 412  | 416  | 420  | 436  | 423  |

| 1856 | 1861 | 1866 | 1872 | 1876 | 1881 | 1886 | 1891 | 1896 |
| ---- | ---- | ---- | ---- | ---- | ---- | ---- | ---- | ---- |
| 408  | 411  | 397  | 382  | 368  | 350  | 342  | 332  | 292  |

| 1901 | 1906 | 1911 | 1921 | 1926 | 1931 | 1936 | 1946 | 1954 |
| ---- | ---- | ---- | ---- | ---- | ---- | ---- | ---- | ---- |
| 310  | 301  | 296  | 135  | 175  | 159  | 144  | 164  | 145  |

| 1962 | 1968 | 1975 | 1982 | 1990 | 1999 | 2006 | 2008 | 2013 |
| ---- | ---- | ---- | ---- | ---- | ---- | ---- | ---- | ---- |
| 137  | 106  | 87   | 76   | 81   | 104  | 103  | 103  | 99   |

| 2018 | 2022 | - | - | - | - | - | - | - |
| ---- | ---- | - | - | - | - | - | - | - |
| 94   | 96   | - | - | - | - | - | - | - |

## Économie

### Activités économiques et de services
L'agriculture reste l'activité principale du village. Il n'y a pas d'activités industrielles et les services marchands et non marchands sont très peu nombreux.

## Culture locale et patrimoine

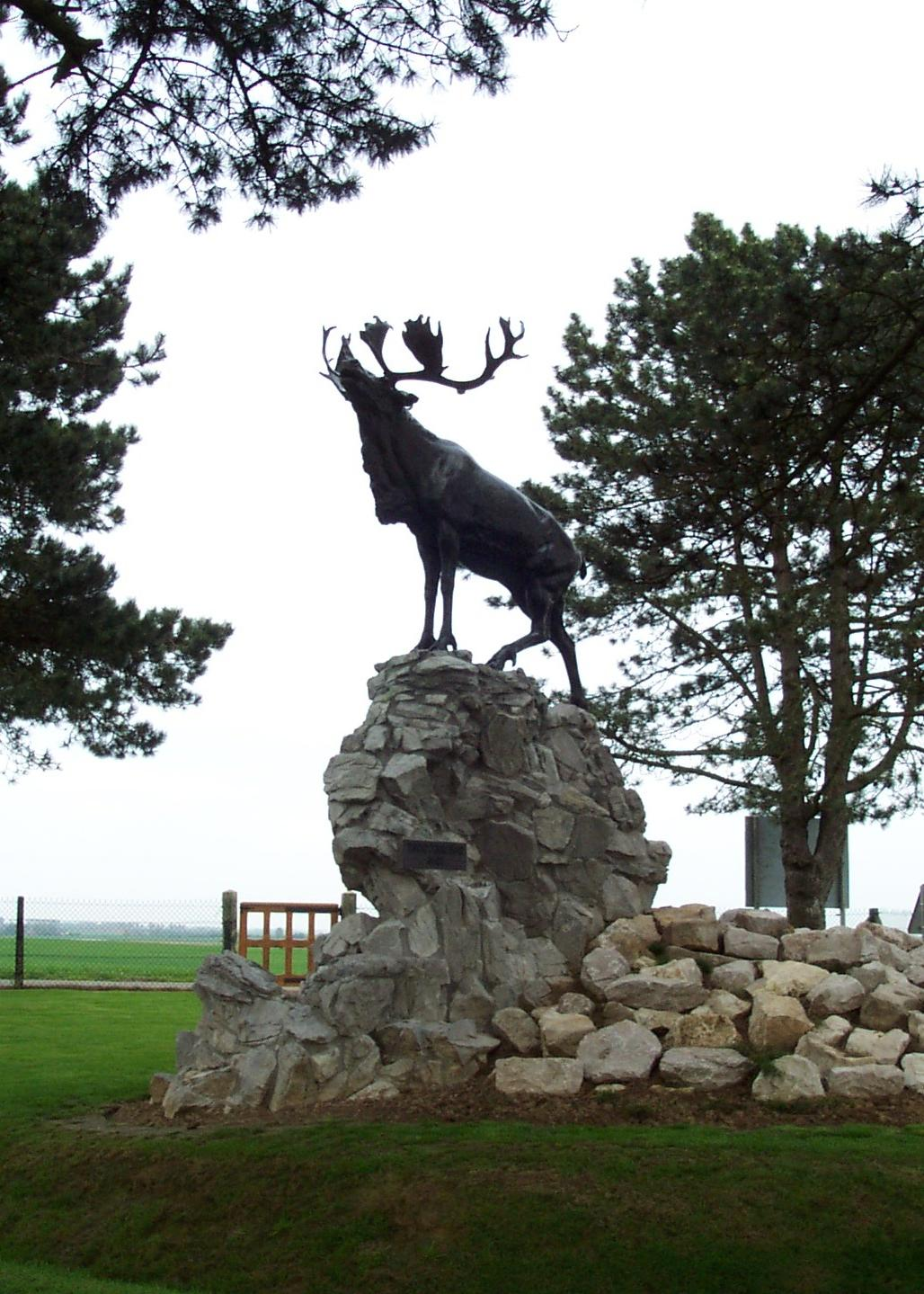
Le monument terre-neuvien se situe entre Gueudecourt et Beaulencourt.

### Lieux et monuments

#### Monument commémoratif de Terre-Neuve

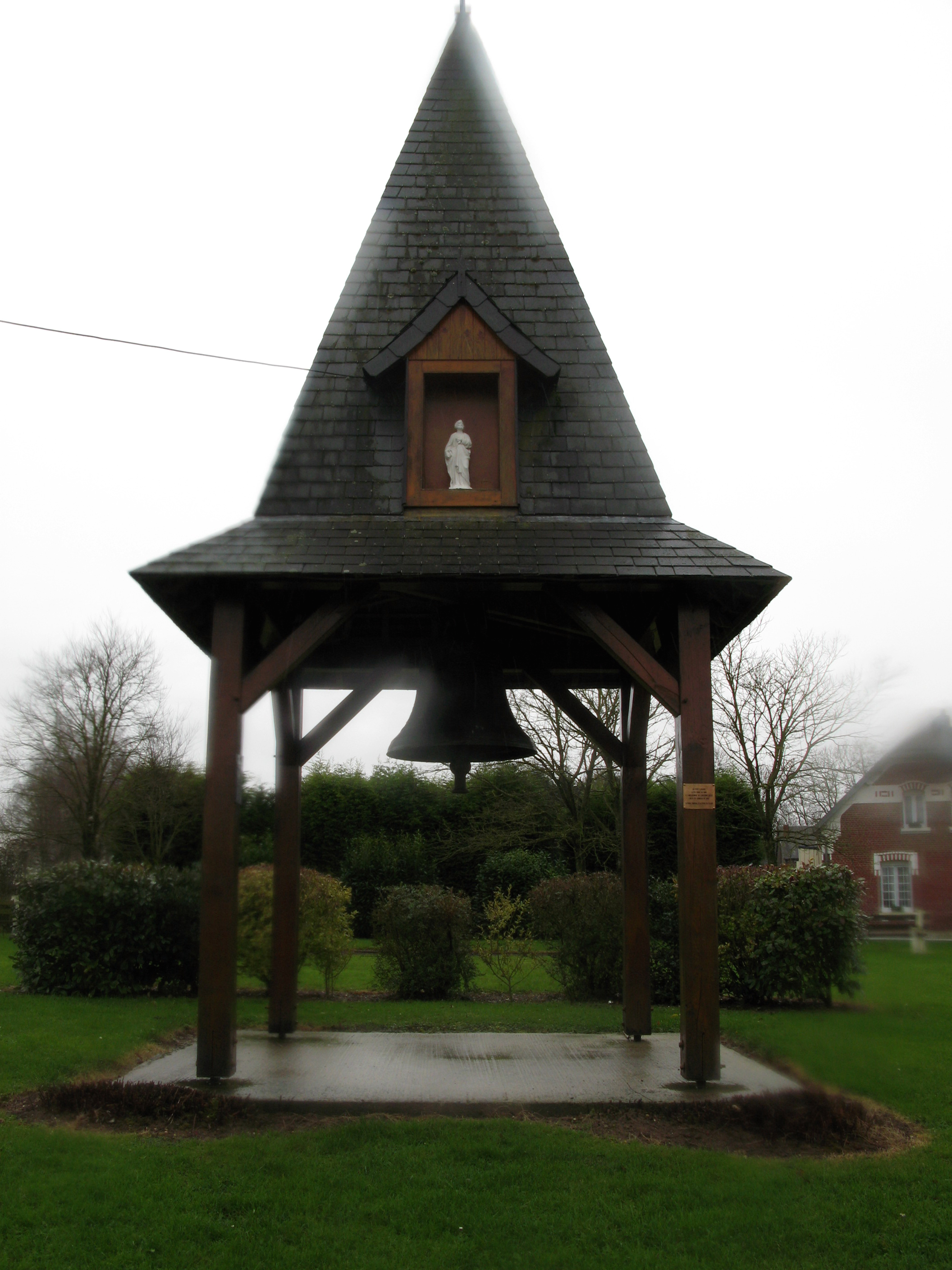
Le clocher, témoin de l'église disparue.

- Monument commémoratif de Terre-Neuve (Première Guerre mondiale).

Ce monument a été érigé par le gouvernement de Terre-Neuve (Canada) sur l'ancien champ de bataille où les soldats du Régiment de Terre-Neuve ont enlevé aux Allemands la tranchée « Rainbow », en octobre 1916.
Une tranchée sinueuse serpente au pied d'un rocher artificiel surmonté d'une statue de caribou. Le monument est entouré d'arbres qui constituent un bosquet dominant le vallon.

#### Autres monuments
- Clocher Saint-Pierre, petit clocher parfaitement invisible à l'approche du village. Il se dresse à l'emplacement de l'église disparue au cours de la Première Guerre mondiale et abrite une cloche.
- Monument aux morts.
- Mairie : l'édifice en brique présente un motif décoratif répété sur sa façade.
- Statue à Notre-Dame des Orages. Dressée en 1870 pour protéger le village et les moissons[27].

## Pour approfondir